# Asiophantes pacificus
Espèce
Asiophantes pacificus est une espèce d'araignées aranéomorphes de la famille des Linyphiidae.

## Distribution
Cette espèce est endémique de Sibérie en Russie,. Elle se rencontre dans les îles Kouriles et en Primorie.

## Description
Le mâle holotype mesure 2,80 mm et les femelles de 3,00 à 3,20 mm.

## Étymologie
Son nom d'espèce lui a été donné en référence au lieu de sa découverte, l'océan Pacifique.

## Publication originale
- Eskov, 1993 : Several new linyphiid spider genera (Araneida Linyphiidae) from the Russian Far East. Arthropoda Selecta, vol. 2, no 3, p. 43-60 (texte intégral).